# Kintai
Kintai (deutsch Kinten) ist ein Städtchen (Miestelis) im Bezirk Klaipėda der Republik Litauen. Der Ort ist Zentrum des Amtsbezirks (Seniūnija) Kintai und gehört zur Rajongemeinde Šilutė.

## Lage
Kintai liegt im Südwesten Litauens, im ehemaligen Preußisch Litauen, am Kurischen Haff etwa 15 km nordwestlich des Gemeindesitzes Šilutė. Nach Kintai führen Landstraßen von Šilutė, Ventė und Priekulė.

## Geschichte
Im Jahr 1874 wurde Kinten (offenbar) Sitz eines Amtsbezirks im Kreis Heydekrug.
Nach der Eingliederung in die Litauische Sozialistische Sowjetrepublik wurde Kintai bis 1950 Sitz einer Gemeinde (lit. valsčius) und war von 1950 bis 1988 Sitz eines Umkreises (lit. apylinkė). Von 1988 bis 1995 gehörte der Ort zum Umkreis Saugos. Seit 1995 ist Kintai Sitz eines Amtsbezirks. Als solcher bekam der Ort im Jahr 2011 ein Wappen.

## Einwohnerentwicklung

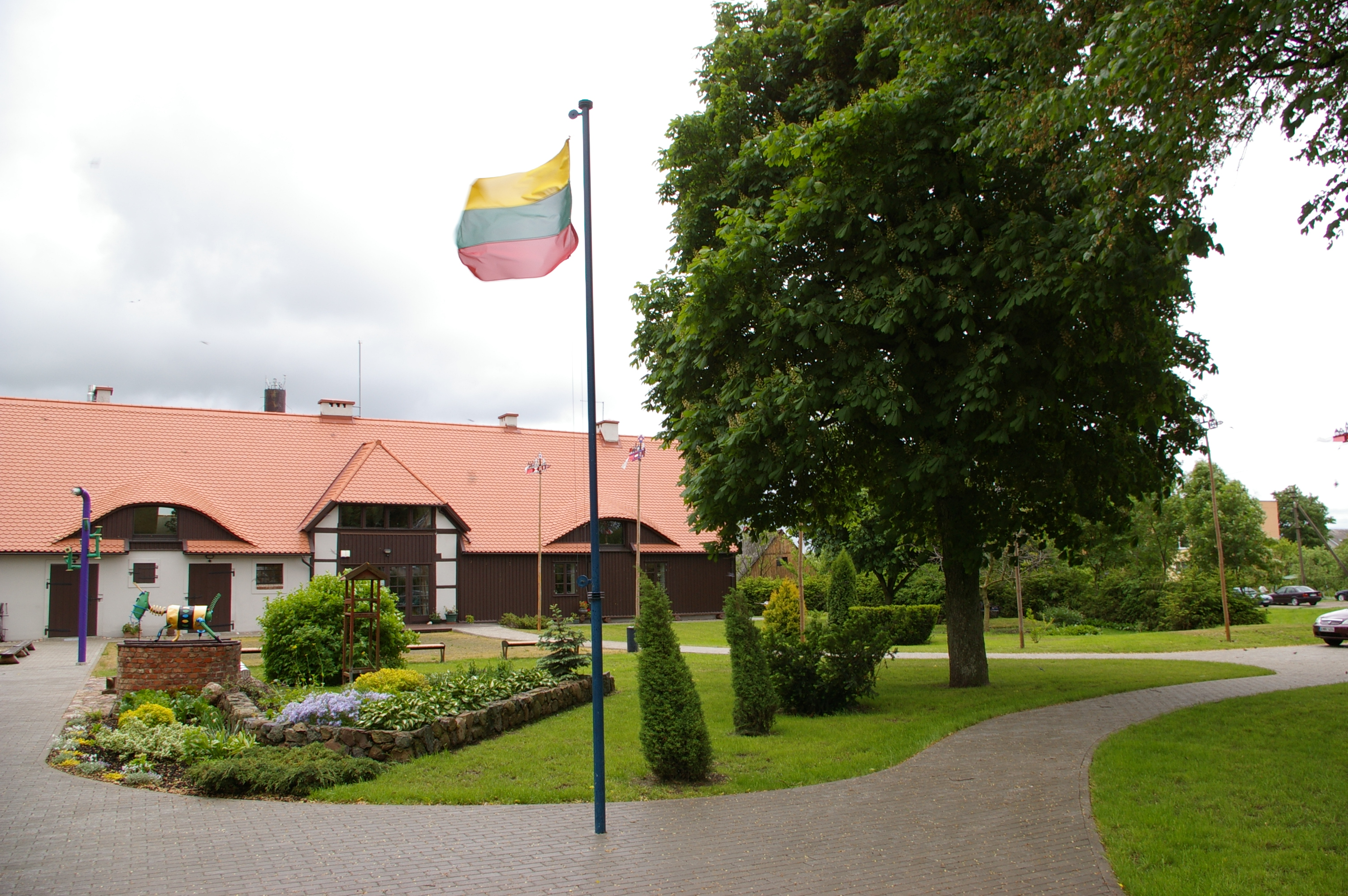
Vydūnas-Kulturzentrum in Kintai

| Jahr | Einwohner |
| ---- | --------- |
| 1910 | 0473      |
| 1959 | 0493      |
| 1970 | 0807      |
| 1979 | 0893      |
| 1989 | 1023      |
| 2001 | 0833      |
| 2011 | 0616      |

## Schule
In Kintai gibt es eine Hauptschule.

## Kirche

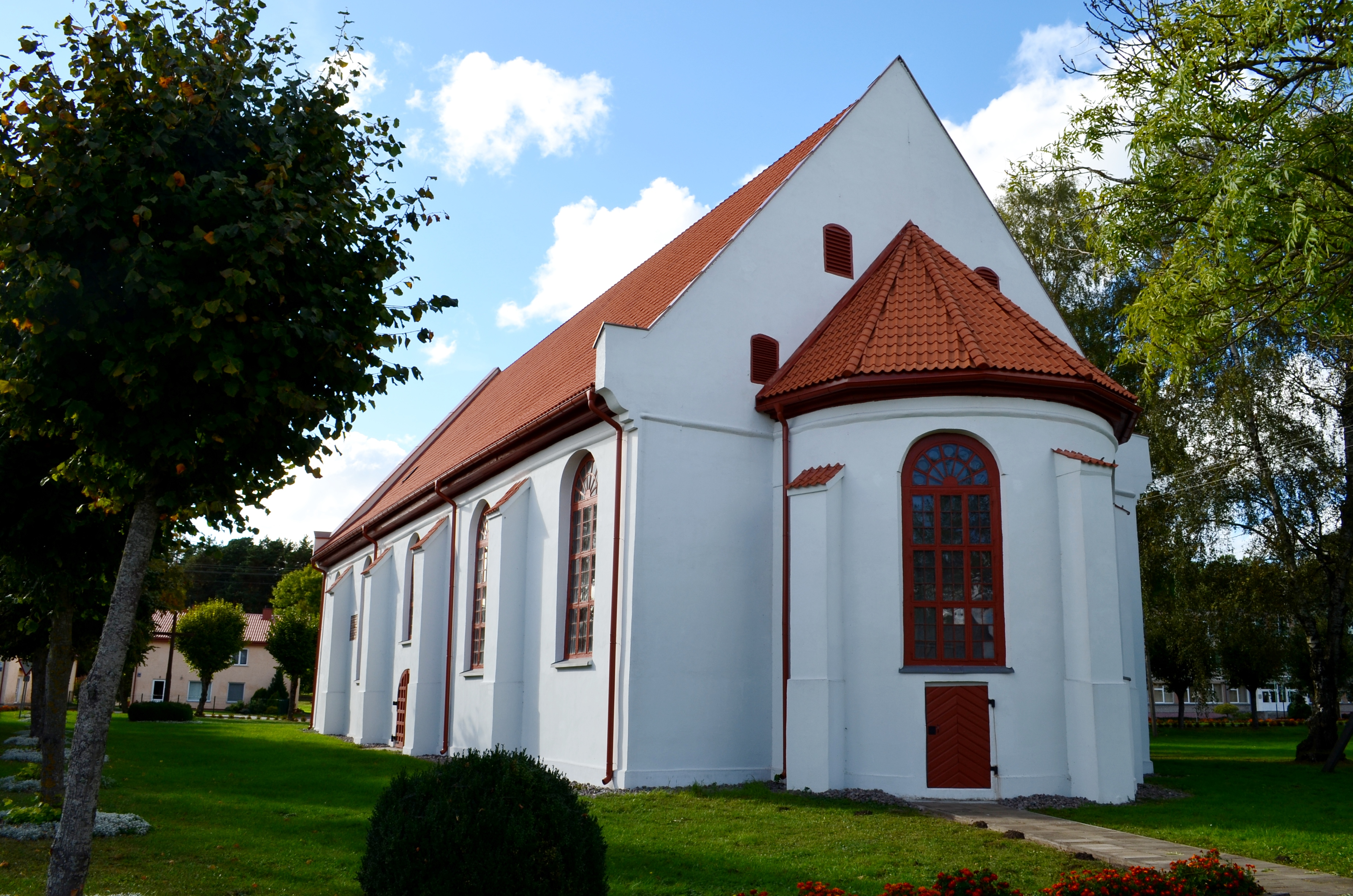
Kirche in Kintai

Die ehemalige evangelisch-lutherische Kirche von Kintai, ein 1705 erbauter geputzter Ziegelbau ohne Turm, wurde im Jahr 1990 der katholischen Gemeinde übergeben. Die evangelisch-lutherische Gemeinde nutzt seitdem ihr Pfarrhaus als Kirche. 2021 erhielten die Gemeinden als Schenkung drei Bronzeglocken und den frei stehenden hölzernen Glockenturm der aufgegebenen evangelischen St. Bonifatiuskirche in Hamburg-Barmbek-Nord.

## Persönlichkeiten
- Martynas Anysas (1895–1974), litauischer Jurist, Historiker und Diplomat
- August Heinrici (1812–1881), deutscher Pfarrer, war von 1847 bis 1850 in Kinten tätig
- Vydūnas (bürgerlich Wilhelm Storost, lit. Vilius Storosta) (1868–1953), preußisch-litauischer Lehrer, Dichter, Philosoph, Humanist und Theosoph, wirkte in Kinten von 1888 bis 1892 als Volksschullehrer

## Amtsbezirk Kintai

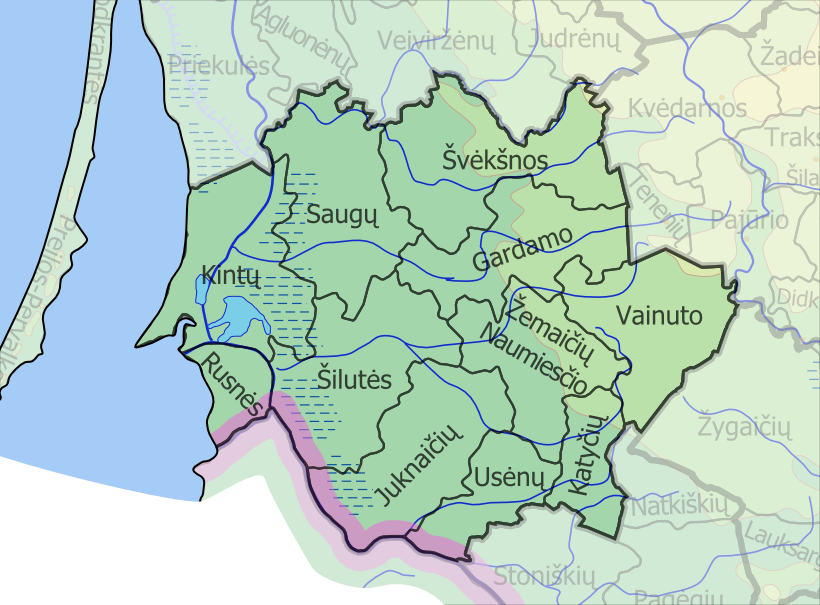
Lage des Amtsbezirks Kintai im Nordwesten der Rajongemeinde Šilutė

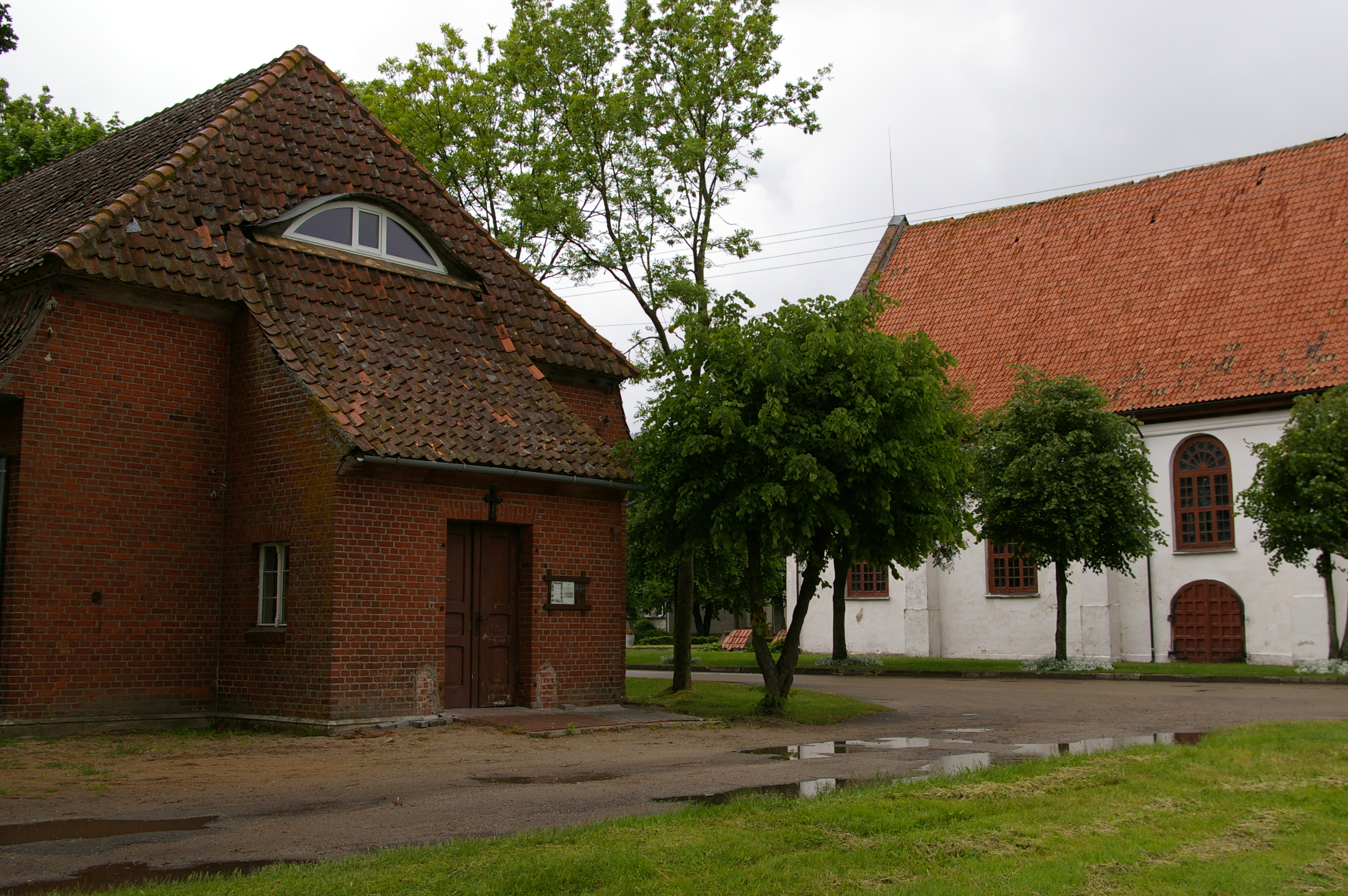
Links das Pfarrhaus, rechts die ehemals evangelisch-lutherische Kirche zu Kintai

Seit 1995 besteht die Kintų seniūnija, die zur Rajongemeinde Šilutė gehört. Im Amtsbezirk sind neben dem Städtchen Kintai 24 Dörfer mit insgesamt 1757 Einwohnern auf einer Fläche von 155,5 km² zusammengeschlossen (Stand 2011). Der Amtsbezirk ist seit 2009 in die acht Unterbezirke (lit. Seniūnaitija) Kintų seniūnaitija, Kiškių seniūnaitija, Minijos seniūnaitija, Mockių seniūnaitija, Rūgalių seniūnaitija, Sakūčių seniūnaitija, Stankiškių seniūnaitija und Ventės seniūnaitija eingeteilt. Zum Amtsbezirk gehören:
| Ortsname    | deutscher Name | Unterbezirk |
| ----------- | -------------- | ----------- |
| Aukštumalai | Augstumal      | Rūgaliai    |
| Blymaciai   | Bliematzen     | Kiškiai     |
| Bložiai     | Bloszen        | Stankiškiai |
| Kalviškiai  | zu Kioschen    | Mockiai     |
| Kintai      | Kinten         | Kintai      |
| Kiošiai     | Kioschen       | Mockiai     |
| Kiškiai     | Kischken       | Kiškiai     |
| Lamsočiai   | Lampsalen      | Mockiai     |
| Minija      | Minge          | Minija      |
| Mockiai     | Matzken        | Mockiai     |
| Muižė       | Feilenhof      | Stankiškiai |
| Paurai      | Pauern         | Kiškiai     |
| Povilai     | Paweln         | Kintai      |
| Prycmai     | Pretzmen       | Kiškiai     |
| Raudžiai    | Raudszen       | Kiškiai     |
| Rūgaliai    | Neu Rugeln     | Rūgaliai    |
| Sakūčiai    | Michel Sakuten | Sakūčiai    |
| Stankiškiai | Stankischken   | Stankiškiai |
| Suvernai    | Suwehnen       | Stankiškiai |
| Šyšgiriai   | Schieszgirren  | Rūgaliai    |
| Šturmai     | Sturmen        | Ventė       |
| Uogaliai    | Ogeln          | Kintai      |
| Vabalai     | Wabbeln        | Rūgaliai    |
| Ventė       | Windenburg     | Ventė       |
| Žyniai      | Szienen        | Sakūčiai    |